# 45073 Доянроуз
45073 Доянроуз (45073 Doyanrose) — астероїд головного поясу, відкритий 7 грудня 1999 року.
Тіссеранів параметр щодо Юпітера — 3,545.